# Segundo Triunvirato (Venezuela)

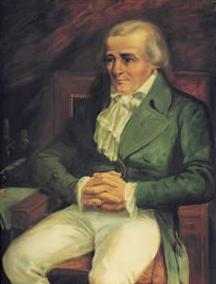
Juan Germán Roscio fue parte del Triunvirato como suplente de Francisco Javier Ustáriz.

El Segundo Triunvirato (1812) fue el segundo gobierno de la Primera República de Venezuela. Fue nombrado por el Primer Congreso Nacional de Venezuela y, aunque debía estar constituido por Francisco Espejo, Fernando Rodríguez del Toro y Francisco Javier Ustáriz, sólo el primero pudo juramentarse junto con los suplentes de los últimos dos, Francisco Javier Mayz y Juan Germán Roscio. Sucedió al Primer Triunvirato y antecedió a la dictadura de Francisco de Miranda.
Francisco Espejo fue arrestado en el castillo de Puerto Cabello tras la caída de la Primera República.

## Contexto histórico
El 16 de marzo de 1811 el Primer Congreso Nacional de Venezuela reanudó sus sesiones en Valencia y el 21 de marzo nombró presidentes a  Francisco Espejo, Fernando Rodríguez del Toro y Francisco Javier Ustáriz.

## Historia
El Triunvirato existió entre 21 de marzo y el 25 de julio de 1812.